# Portgate
Portgate var en civil parish 1866–1955 när det uppgick i Corbridge, i grevskapet Northumberland i England. Civil parish var belägen 7 km från Hexham och hade 52 invånare år 1951.